# Lee Zeldin
Lee Michael Zeldin (East Meadow, Nueva York, 30 de enero de 1980) es un abogado, político y oficial estadounidense de la Reservista del Ejército de los Estados Unidos. Es el Administrador de la Agencia de Protección Ambiental de los Estados Unidos(EPA) desde el 29 de enero de 2025 bajo la segunda presidencia de Donald Trump.
Miembro del Partido Republicano, representó al primer distrito del Congreso de Nueva York en la Cámara de Representantes de los Estados Unidos de 2015 a 2023.Representó las dos terceras partes del este del condado de Suffolk, incluida la mayor parte de Smithtown, todo Brookhaven, Riverhead, Southold, Southampton, East Hampton, Shelter Island y una pequeña parte de Islip. De 2011 a 2014, Zeldin se desempeñó como miembro del Senado del Estado de Nueva York del 3er distrito del Senado.
Durante la presidencia de Donald Trump, Zeldin fue un aliado de Trump. Defendió de manera destacada a Trump durante sus primeras audiencias de juicio político en relación con el escándalo Trump-Ucrania. En abril de 2021, Zeldin anunció su candidatura a gobernador de Nueva York en 2022. Derrotó a tres retadores en las primarias republicanas, convirtiéndose en el candidato del Partido Republicano y el Partido Conservador. Zeldin perdió las elecciones ante la actual gobernadora Kathy Hochul y recibió el porcentaje más alto de votos para un candidato republicano a gobernador desde 2002 y el total de votos brutos más alto para un candidato republicano a gobernador desde 1970. Después de su derrota, consideró una campaña para presidir el Comité Nacional Republicano en 2023, pero decidió no hacerlo.

## Primeros años
Zeldin nació en East Meadow, Nueva York, hijo de Merrill Schwartz y David Zeldin. Se crio en el condado de Suffolk, Nueva York, y se graduó de la escuela secundaria William Floyd en Mastic Beach, Nueva York, en 1998. También asistió a la escuela hebrea.
Zeldin recibió una licenciatura en ciencias políticas de la Universidad SUNY en Albany en 2001. Recibió un Doctorado en Jurisprudencia de la Facultad de Derecho de Albany en mayo de 2003. En 2004, fue admitido en el Colegio de Abogados del Estado de Nueva York.

### Servicio militar y práctica legal
Zeldin recibió una comisión del ROTC del Ejército como subteniente y sirvió en el Ejército de los Estados Unidos de 2003 a 2007, primero en el Cuerpo de Inteligencia Militar. En 2007, pasó del servicio activo a la Reserva del Ejército, donde alcanzó el rango de teniente coronel.
En 2007, Zeldin se convirtió en abogado de la Autoridad Portuaria de Nueva York y Nueva Jersey. En 2008, abrió un bufete de abogados de práctica general en Smithtown, Nueva York. Lo operó a tiempo completo hasta que fue elegido para el tercer distrito del Senado estatal de Nueva York en 2010.

## Senado del estado de Nueva York
En 2010, Zeldin se postuló en el tercer distrito del Senado del estado de Nueva York, desafiando al titular demócrata Brian X. Foley. Zeldin derrotó a Foley con el 57% de los votos. Zeldin fue reelegido en 2012, derrotando al demócrata Francis Genco con el 56% de los votos.
En enero de 2011, se convirtió en ley un proyecto de ley copatrocinado por Zeldin que preveía un tope del impuesto a la propiedad del 2%.
En junio de 2011, Zeldin votó en contra de la Ley de Matrimonio Igualitario, que el Senado aprobó por 33 a 29. El gobernador Andrew Cuomo promulgó el proyecto de ley. En una declaración posterior a la aprobación del proyecto de ley, Zeldin dijo: "Creo que el matrimonio debe definirse entre un hombre y una mujer".
En diciembre de 2011, Zeldin apoyó un recorte de $250 millones al impuesto sobre la nómina de la AMT.
En marzo de 2012, Zeldin ayudó a crear el programa de Apoyo de Veteranos de Joseph Dwyer por Trastorno por estrés postraumático; la financiación del programa se incluyó en el presupuesto del estado de Nueva York de 2012-13.
Zeldin no votó sobre la Ley NY SAFE, un proyecto de ley de control de armas que fue aprobado por el Senado del estado de Nueva York el 14 de enero de 2013 y luego se convirtió en ley. Se perdió la votación porque estaba en Virginia en servicio de la Reserva del Ejército. En un comunicado entregado a la prensa después de la votación, dijo que habría votado en contra de la medida.
En febrero de 2014, Zeldin presentó un proyecto de ley que buscaba detener la implementación del plan de estudios básico común durante tres años.
En marzo de 2014, Zeldin votó en contra de la Ley Dream de Nueva York, que permitiría a los estudiantes indocumentados que cumplan con los requisitos de matrícula estatales obtener ayuda financiera para estudiar a nivel universitario.

## Cámara de representantes

### Elecciones

#### 2008
En 2008, Zeldin desafió al representante titular Tim Bishop en el primer distrito del Congreso de Nueva York. Bishop derrotó a Zeldin, 58%–42%.

#### 2014
El 6 de octubre de 2013, Zeldin anunció que volvería a buscar la nominación republicana para competir contra Bishop. Su distrito del senado estatal incluía gran parte de la parte occidental del distrito del congreso.
Zeldin derrotó a George Demos en las primarias republicanas y se postuló sin oposición para la nominación del Partido Conservador en las primarias del 24 de junio. El 4 de noviembre, derrotó a Bishop con el 54% de los votos.

#### 2016
En febrero de 2015, el Comité Nacional Republicano del Congreso anunció que Zeldin era uno de los 12 miembros del Programa Patriota, un programa diseñado para ayudar a proteger a los titulares republicanos vulnerables en las elecciones de 2016.
En las primarias republicanas de 2016, Zeldin no enfrentó oposición. En las elecciones generales del 8 de noviembre, se enfrentó a la candidata demócrata Anna Throne-Holst, miembro de la Junta Municipal de Southampton. Zeldin ganó con el 58% de los votos.

#### 2018
Zeldin se presentó sin oposición en las primarias republicanas de 2018. En las elecciones generales de noviembre, su principal oponente fue el candidato demócrata Perry Gershon, quien también contaba con el respaldo del Partido de las Familias Trabajadoras.
La campaña de Zeldin de 2018 contó con eventos de recaudación de fondos con el fundador de Breitbart News, Steve Bannon y Sebastian Gorka. En el evento de Gorka, los reporteros de los medios de comunicación locales fueron removidos.
Zeldin derrotó a Gershon, 51,5 %–47,4 %.

#### 2020
Zeldin se presentó sin oposición en las primarias republicanas. En las elecciones generales del 3 de noviembre, derrotó a la candidata demócrata Nancy Goroff, 54,9%-45,1%.